# Dvoglavi nadlaktični mišić
Dvoglavi nadlaktični mišić (lat. musculus biceps brachii) je dvoglavi mišić prednje strane nadlaktice. Mišić inervira lat. nervus musculocutaneus. 

## Polazište i hvatište
Mišić polazi tetivom s lopatice (supraglenoidalna kvržica lopatice) dugom glavom koja prolazi kroz rameni zglob, kao i kratkom glavom koja polazi s korakoidnog nastavka lopatice. Mišićne niti obiju glava se spajaju i hvataju se za palčanu kost.

## Vanjske poveznice
- Anatomija bicepsa  Arhivirana inačica izvorne stranice od 26. rujna 2011. (Wayback Machine)